# 안드레아 두로
안드레아 두로(Andrea Duro, 1991년 10월 14일 ~ )는 스페인의 배우이다.